# Четін Віктор Федосійович
Віктор Федосійович Четін (нар. 22 липня 1970) — український футболіст, що виступав на позиції воротаря. Відомий за виступами в українських футбольних клубах різних ліг, найбільш відомий за виступами за «Карпати» з Мукачевого, де протягом тривалого часу був основним воротарем команди аж до втрати мукачівцями професійного статусу.

## Клубна кар'єра
Віктор Четін розпочав свою футбольну кар'єру в одеському «Чорноморці» в 1987 році, проте не зіграв за команду, яка того року грала в першій радянській лізі, в жодному матчі в основному складі. Наступного року він отримав запрошення від клубу другої союзної ліги з Узбекистану «Єшлік», у якому виступав протягом двох років, а наступні два роки виступав у іншому узбецькому клубі «Зеравшан».
Після розпаду СРСР і проголошення незалежності України Четін повернувся до України, де розпочав виступи за клуб СК «Одеса», який стартував у новоствореній вищій українській лізі. Проте спочатку футболіст не став основним воротарем у команді, зігравши у вищій лізі лише 2 повних матчі. й лише наступного сезону, після вибуття одеського клубу до першої ліги, він став основним воротарем клубу, який, щоправда. не зумів відразу повернутися до вищої ліги. Сезон 1993—1994 року віктор Четін розпочав у іншій команді першої ліги — «Карпати» з Мукачевого. У цій команді Четін відразу ж став основним воротарем команди, та перебував у цьому статусі протягом усіх п'яти років перебування в команді, у тому числі й після вибуття мукачівської команди до другої ліги, аж до втрати командою професійного статусу. У сезоні 1998—1999 Віктор Четін стає гравцем ужгородського клубу «Закарпаття», в якому також стає основним воротарем, і допомагає клубові повернутися до першої ліги. Проте наступного сезону він втрачає місце в основі, й переходить до іншого клубу першої ліги «Поліграфтехніка». Але у цьому клубі за рік перебування футболіст жодного разу не виходив на поле. обмежившись перебуванням у запасі. Це призвело до того, що Четін покинув олександрійський клуб. і став гравцем луцького клубу СК «Волинь-1». У цій команді Віктор Четін грав протягом 2001 року. після чого закінчив виступи у професійних командах, що завадило йому отримати звання переможця турніру першої ліги 2001—2002 років.